# تاريخ إنجلترا
يهتم تاريخ إنجلترا بدراسة ماضي الإنسان في أحد أقدم الأقاليم الأوروبية وأكثرها تأثيرًا. فالصورة التي توجد عليها إنجلترا الآن، وهي دولة داخل المملكة المتحدة، كان يسكنها الإنسان البدائي قبل 800000 عام كما أشار اكتشاف الأدوات المصنوعة من الحجر الصوان في هابسبيرج (Happisburgh) في نورفولك. وكان أول الدلائل على وجود إنسان معاصر في الشمال الغربي لأوروبا هو اكتشاف عظام فك في ديفون في كنتس كافرن (Kents Cavern) في 1927م، والتي تمت إعادة تحديد تاريخ وجودها في عام 2011م ليبلغ عمرها ما بين 41000 سنة إلى 44000 سنة. ويعود تاريخ السكنى الدائمة للإنسان في إنجلترا إلى حوالي 12000 سنة مضت مع نهاية العصر الجليدي الأخير. وتمتلئ المنطقة بعديد من آثار العصور الميزوليتية والعصر الجليدي الحديث والعصر البرونزي مثل ستونهنج وأفيبري. في العصر الحديدي كانت إنجلترا مثل بقية المناطق البريطانية التي تقع جنوب نهر فيرث أوف فورث (Firth of Forth) يسكنها الكلتيون الذين عرفوا باسم البريطانيون، وبعض من قبائل البلغ (مثال اللأتريباتس (Atrebates) والكتاوفيلاوني (Catuvellauni) وترينوفانتس (Trinovantes) وغيرها) في الجنوب الشرقي. وفي عام 43 م، بدأ الغزو الروماني لبريطانيا وحافظ الرومان على سيطرتهم على ولاية بريطانيا حتى القرن الخامس الميلادي.
أتاحت نهاية الحكم الروماني لإنجلترا فرصة استقرار الأنجلوساكسونيين في بريطانيا، الذين يعدون في بعض الأوقات هم أصل منشأ إنجلترا والشعب الإنجليزي. أسس الأنجلوسكسونيون وهم مجموعة متنوعة من الجرمانيين العديد من الممالك التي أصبحت القوى الأساسية فيما يُدعى الآن إنجلترا وأجزاء من جنوبي اسكتلندا. وقد قدموا اللغة الإنجليزية القديمة التي حلت محل اللغة البريطانية. حارب الأنجلوساكسونيون دويلات الخلفاء البريطانيين في ويلز وكورنوال ومنطقة هن أوجليد (Hen Ogledd) (منطقة الشمال القديمة وهي الأجزاء التي كانت تتحدث البريتونية في شمال إنجلترا وجنوب اسكتلندا) وحاربوا بعضهم بعضًا. زادت الغارات التي يشنها الفايكنج بعد حوالي 800م وسيطر النورسيمن (Norsemen) على مساحات شاسعة مما تسمى الآن إنجلترا. وخلال هذه الفترة، حاول حكام عدة توحيد الممالك الأنجلوساكسونية المختلفة وتلك الجهود أدت إلى نشوء مملكة إنجلترا بحلول القرن العاشر الميلادي.
غزا النورمان إنجلترا وفتحوها في عام 1066م. وخاضت البلاد الكثير من الحروب الأهلية والمعارك مع الدول الأخرى خلال العصور الوسطى. كانت مملكة إنجلترا دولة سيادية حتى حكم الملك ريتشارد الأول (Richard I) الذي جعلها تابعة للمملكة الرومانية المقدسة عام 1194م. وفي عام 1212م أثناء حكم أخيه جون لاكلاند (John Lackland)، أصبحت المملكة بدلاً من ذلك ولاية تابعة تدفع خراج الكرسي الرسولي إلى الإمبراطورية الرومانية حتى القرن السادس عشر الميلادي عندما قام هنري الثامن بكسر شوكة الكنيسة الكاثوليكية. وحكم إنجلترا أسرة تيودورأثناء عصر النهضة. غزت إنجلترا ويلز في القرن الثاني عشر الميلادي وبعد ذلك اتحدت مع اسكتلندا في أوائل القرن الثامن عشر الميلادي لتصنع دولة سيادية جديدة تُدعى بريطانيا العظمى. أصبحت بريطانيا العظمى بعد الثورة الصناعية تحكم إمبراطورية هي الأكبر في جميع أنحاء العالم. وأصبحت الأغلبية العظمى من الإمبراطورية دولاً مستقلة بعد عملية الجلاء عن المستعمرات في القرن العشرين الميلادي، إلا أن أثرها الثقافي كان قويًا وعميقًا في عديد من الدول الحالية.

## فترة ما قبل التاريخ

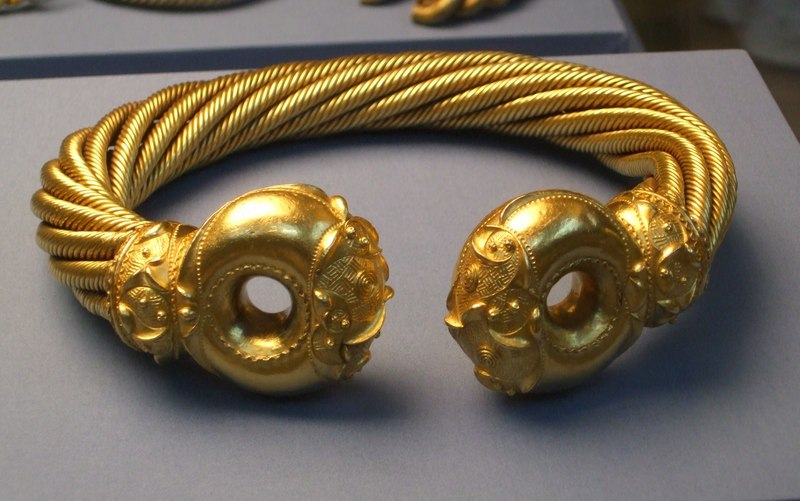
الطوق العظيم - كنز سنيتيشام

### العصر الحجري
تُعرف الفترة الممتدة بين أول استيطان بشري في بريطانيا وحتى الدورة الجليدية الأخيرة بالعصر الحجري القديم، أو الباليوثي. تشير الدلائل الأثرية أن ما يُعرف اليوم بانجلترا كان موقع استيطان البشر قديمًا قبل وصولهم إلى باقي الجزر البريطانية، والسبب هو المناخ الملائم أكثر من باقي المناطق خلال مختلف الأدوار الجليدية التي حلّت في الماضي السحيق. يشمل أول دليل، عُثر عليه في هيبسبورغ ضمن نورفولك، أقدم آثار أقدامٍ بشرية عُثر عليها خارج قارة أفريقيا، والتي يعود تاريخها إلى أكثر من 800 ألف سنة قبل الحاضر. كان هؤلاء المستوطنون الأوائل يعتمدون على الصيد وجمع الثمار، وتشير الدلائل إلى التشابك المتزايد في مجتمعاتهم وتسخيرهم البيئة والفرائس بأساليب جديدة، فعلى الأرجح أنهم اعتمدوا على الحرق الانتقائي للغابات القديمة كي يفسحوا الطريق أمام القطعان كي تجتمع مع بعضها، ثم يتمكنون من صيدها. اعتمد الصيد بشكل رئيس على الأسلحة الراجمة البسيطة كالرمح الخفيف والمقلاع ربما. عُرف القوس والسهم في أوروبا الغربية منذ عام 9000 قبل الميلاد على أقل تقدير. استمر دفء المناخ، وعلى الأرجح أن تعداد السكان أخذ بالتزايد.
بدأ العصر الحجري الجديد، أو النيولوثي، تزامنًا مع اكتشاف الزراعة، في نحو العام 4000 قبل الميلاد، في الشرق الأوسط بشكل جوهري. لا يعرف تمامًا ما إذا جاءت الزراعة نتيجة حركة الشعوب الضخمة أو جراء تبني السكان الأصليين عادات الشعوب الأجنبية، أو ربما السببان معًا. بدأ البشر عيش حياة أكثر استقرارًا. شُيدت المقابر الجماعية التذكارية للموتى على هيئة غرف حجرية وروابٍ طويلة. بحلول نهاية تلك الفترة، بدأت أنواع أخرى من التراصفات الحجرية بالظهور، مثل آثار ستونهنج، وتظهر التراصفات الفضائية انشغال البشر بالسماء والكواكب. أنتجت تقنيات الصوان عددًا من القطع الفنية بحق والنفعية بشكل صرف. تعاظمت في تلك الفترة تصفية الغابات من أجل إفساح المجال لبروز الحقول والمراعي. يُعتبر ممر الحلو في سومرسيت ليفلز واحدًا من أقدم الممرات الخشبية في شمال أوروبا، وواحدًا من أقدم الطرق في العالم، والذي يعود تاريخ تشييده إلى فترة واقعة في الشتاء بين عامي 3807 و3806 قبل الميلاد، وذلك وفقًا لعلم تحديد أعمار الأشجار، ويُعتبر أيضًا من المباني الدينية الرئيسة.

### فترة ما قبل التاريخ المتأخرة
بدأ العصر البرونزي نحو العام 2500 قبل الميلاد، تزامنًا مع ظهور الأدوات البرونزية. صادف ذلك أيضًا بروز سمات حضارة القدور الجرسية، والتي نتجت عن حركة الشعوب بشكل رئيس. شهد العصر البرونزي تحولًا في تركيز البشر على الحياة الجماعية، إذ أصبح التركيز ينصب على الحياة الفردية، وبروز النخب متزايدة السطوة، والتي اكتسبت قوتها من براعتها في الصيد أو القتال وهيمنتها على تدفق المعادن النفيسة المستخدمة في تحويل القصدير والنحاس إلى أدوات وأغراض برونزية رفيعة، كالسيوف والفؤوس. أصبحت المستوطنات أكثر استدامة وكثافة. بحلول نهاية العصر البرونزي، بدأ الكثير من الناس إيداع أغراضهم المعدنية النفيسة والرفيعة في الأنهار، لأسباب طقوسية على الأرجح، وربما لإبراز التغير التقدمي في تحوّل اهتمام البشر من السماء سابقًا نحو الأرض، حيث كان تعداد السكان المتزايد يضع المزيد من الضغط على الكوكب. ارتبطت إنجلترا بنظام التجارة في العصر البرونزي الأطلسي بشدة، ما خلق مسارًا ثقافيًا متصلًا في جزء كبير من أوروبا الغربية. على الأرجح أن اللغات الكلتية تطورت أو انتشرت في إنجلترا باعتبارها جزءًا من هذا النظام، وبحلول نهاية العصر الحديدي، برزت أدلة كثيرة تؤكد تحدث الناس بهذه اللغات في كل أنحاء إنجلترا والأجزاء الغربية من بريطانيا.
جاءت البداية الاصطلاحية للعصر الحديدي نحو العام 800 قبل الميلاد. بحلول تلك الفترة، كان نظام التجارة الأطلسي منهارًا فعليًا، لكن إنجلترا حافظت على اتصالاتها مع فرنسا على طول القناة، وهي الفترة التي شهدت انتشار حضارة هالستات في كامل أنحاء البلاد. يشير استمرار هذه الاتصالات إلى أنها لم تترافق مع حركة كافية للشعوب، وما يؤكد ذلك بشكل حاسم هو اكتشاف ضريح واحد فقط في بريطانيا يعود لحضارة هالستات، بل أن انتماء هذا الضريح لحضارة هالستات يعتمد على دليل غير قطعي. بشكل عام، اختفت الأضرحة في إنجلترا، وجرى التخلص من الموتى بطريقة غير قابلة للاكتشاف الأثري، ويُعتقد أن الاجتلام (نزع اللحم عن عظم الموتى) هو الاحتمال الأرجح. عُرف نظام حصون التل منذ العصر البرونزي المتأخر (حصن التل هو تشكيل أرضي يُستخدم كالملجأ المحصن من أجل الدفاع عن المستوطنة)، وشُغلت بضعة حصون بشكل متزايد، ما يشير إلى بروز درجة من المركزية المناطقية. خلال تلك الفترة، برزت أولى الإشارات إلى بريطانيا في الحوليات التاريخية. جاءت أولى الإشارات التاريخية للمنطقة في دليل الملاحة المعروف باسم «ماساليوتي بيريبلاس» الذي استخدمه التجار ويُعتقد أنه يعود للقرن السادس قبل الميلاد، أما ثاني الإشارات فجاءت ضمن ما ذكره المستكشف بيثيباس الماسيلي خلال رحلته لاستكشاف الجزيرة نحو العام 325 قبل الميلاد. فُقد النصان السابقان، وعلى الرغم من أن كُتابًا لاحقين اقتبسوا منهما، لم يعش هؤلاء الكتاب ليدليوا بآرائهم حول التفسير الأثري.
انخفض مستوى التواصل مع القارة الأوروبية خلال هذه الفترة مقارنة بالعصر البرونزي، لكنه بقي كبيرًا. استمر الناس بنقل البضائع إلى إنجلترا، لكن على الأرجح أن هذا الانتقال انقطع بين العامين 350 و150 تقريبًا قبل الميلاد. حصلت في تلك الفترة بضعة غزوات مسلحة لحشود القبائل الكلتية المهاجرة. يُعرف من التاريخ غزوتان. الأولى نحو العام 300 قبل الميلاد، حينما استولت مجموعة من قبيلة باريسي الغالية على يوركشاير الشرقية، وأنشأت هناك حضارة أراس المتفردة بشدة. والأخرى بين نحو العامين 150 إلى 100 قبل الميلاد، حينما بدأت مجموعات من قبائل البلج فرض سيطرتها على أجزاء كبيرة من الجنوب. شكّلت هاتان الغزوتان حركات بعض الشعوب الذين جعلوا من أنفسهم نخبةً من المحاربين وهيمنوا على رأس النظام الأصلي القائم بدلًا من استبداله. كان غزو البلج أكبر بكثير من المستوطنة الباريسية، لكن استمرار الأنماط الفخارية التي كانت سائدة يظهر أن الشعوب الأصلية بقيت في مكانها. في المقابل، صحب هذا التغيير تغييرًا بارزًا على الصعيدين الاجتماعي والاقتصادي. فبدأت الحضرية البدائية، أو حتى المستوطنات الحضرية التي يُطلق عليها اسم أوبيدوم، بالبروز والتفوق على نظام حصون التل القديم، وظهرت مجددًا، وبوضوح، طبقة النخبة التي يرتكز منصبها على براعتها في القتال وقدرتها على تحويل الموارد.
في عامي 55 و54 قبل الميلاد، غزا يوليوس قيصر بريطانيا ضمن حملته في بلاد الغال وادعى إحرازه عددًا من الانتصارات، لكنه لم يستطع التوغل أبعد من هارتفوردشاير ولم يستطع تأسيس مقاطعة رومانية. على الرغم من ذلك، كان غزوه علامة تحوّل فارقة في تاريخ بريطانيا. تزايدت أهمية التحكم بالتجارة وتدفق الموارد والبضائع المُعتَبرة بالنسبة لطبقة النخبة في جنوب بريطانيا، وأصبحت روما، باطراد، صاحبة الدور الأكبر في جميع تعاملاتهم، فهي من أمنت لهم كميات كبيرة من الثروة والرعاية. وكأثر رجعي، كان الغزو الشامل لبريطانيا وإلحاقها بروما أمرًا محتومًا.

## الثورات
إن الدليل الكامل على إدانة كرومويل باشتراكه في المخطط الثوري اليهودي العالمي، حصل عليه اللورد (الفريد دوغلاس)، الذي كان رئيسا لتحرير المجلة الأسبوعية «بلين إنجلش»، التي كانت تصدرها شركة النشر الشمالية في بريطانيا.. وفي مقال له ظهر في عدد 3 أيلول 1921 من هذه المجلة، يشرح اللورد دوغلاس كيف وصل إلي حوزة صديقه السيد (ل. د. فان فالكرت) من أمستردام في هولندا، مجلد مفقود من سجلات كنيس مولجيم.. وكان هذا المجلد قد فقد خلال الحروب النابليونية، وهو يحتوي السجلات والرسائل التي تلقاها ورد عليها مديرو هذا الكنيس.
وهذه السجلات والرسائل مكتوبة بالألمانية. وواحدة منها، وهي مؤرخة في السادس من حزيران 1647، مرسلة من أ.ك. ـ أي أوليفر كرومويل ـ إلي إبنزربرات Ebenezer Pratt وهي تقول:
«سوف أدافع عن قبول اليهود في إنجلترا، مقابل المعونة المالية.. ولكن ذلك مستحيل طالما الملك شارل لا يزال حيا.. لا يمكن إعدام شارل دون محاكمة، ولا نمتلك في الوقت الحاضر أساسا وجيها يكفي لاستصدار حكم بإعدامه، ولذلك فنحن ننصح باغتياله.. ولكننا لن نتدخل في الترتيبات لتدبير قاتل، غير أننا سوف نساعده في حالة هربه».
وجوابا على هذه الرسالة، كتب الحاخام برات بتاريخ 12 تموز 1647، رسالة يقول فيها:
«سوف نقدّم المعونة المالية، حالما تتم إزالة شارل ويقبل اليهود في إنجلترا.. والاغتيال خطر جدا.. ينبغي إعطاء شارل فرصة للهرب، وعندئذ يكون القبض عليه ثانية سببا وجيها للمحاكمة والإعدام.. وسوف تكون المعونة وافرة.. ولكن لا فائدة من مناقشة شروطها قبل البدء بالمحاكمة».
وفي الثاني عشر من تشرين الثاني من ذلك العام، مهدت الفرصة للملك شارل الأول للهرب.. وقد ألقي القبض عليه بالطبع.. ويتفق المؤرخان البريطانيان الكبيران هوليس ولودلو ـ وهما الحجة في تاريخ تلك الحقبة ـ على أن هرب الملك ثم إيقافه كان من تدبير كرومويل.. وقد جرت الأحداث بعد إيقاف الملك بسرعة، فقد صفي كرومويل جميع أعضاء البرلمان الإنجليزي الموالين للملك.. ولكن المجلس في جلسته التي عقدها طوال ليلة 5 كانون الأول من عام 1648، قرر ـ بالرغم من هذه التصفية وبأغلبية أعضائه ـ قبول التنازلات التي تقدم بها الملك، واعتبارها كافية لعقد اتفاق جديد معه.
وكان معني ذلك بالنسبة لكرومويل، انتهاء دوره وحرمانه من الأموال التي وعده بها سادة المال العالميون، فتحرك للضرب من جديد.. وأصدر أوامره للكولونيل برايد بتطهير كل أعضاء البرلمان الذين صوتوا إلي جانب عقد اتفاق مع الملك.. والذي حصل بعد ذلك هو ما يعرف في كتب التاريخ المدرسية بـ «تصفية برايد».. ولم يبق في المجلس بعد انتهاء هذه التصفية سوى خمسين عضوا، استولوا لحساب كرومويل على السلطة المطلقة.. وفي التاسع من كانون الثاني عام 1649 أعلن تشكيل «محكمة العدل العليا»، التي كانت مهمتها محاكمة الملك.. وكان ثلث أعضاء هذه المحكمة من عناصر جيش كرومويل.. وعندما لم يستطيع المتآمرون إيجاد محام إنجليزي واحد يقبل القيام بدور مدع عام ضد الملك، كلف كارفاجال أحد اليهود الأجانب، واسمه (إسحق دوريسلاوس) ـ الذي كان عميلا لمناسح بن إسرائي في إنجلترا ـ بهذه المهمة.. وهكذا أدين شارل الأول بالتهم التي وجهها إليه المرابون العالميون اليهود، لا بالتهم التي وجهها إليه الشعب الإنجليزي.. وفي يوم 30 كانون الثاني 1649 نفذ فيه حكم الإعدام بالمقصلة، علنا أمام دار الضيافة في وايتهول بلندن.
لم يكن الانتقام الهدف الوحيد للمرابين العالميين اليهود، بل كان هدفهم الأصيل السيطرة علي اقتصاديات إنجلترا وعلى مقاليد الأمور فيها.
كان من نتائج النهضة الأوروبية ظهور مجموعة أفكار إصلاحية جديدة يتبناها مجموعة من الفلاسفة والمفكرين تدعو إلى تغيير الأوضاع في أوروبا، وبالمقابل حاول المحافظون الدفاع عن أفكارهم القديمة ما أدى إلى حالة اصطدام.

## الثورة الإنجليزية 1688
قامت هذه الثورة ضد أسرة آل ستيوارت بقيادة البرلمان والشعب حول الأوضاع المزرية التي كانت تعيشها إنجلترا آنذاك.

### أسباب قيامها
- اعتبار الملك نفسه المفوض من طرف الإله.
- إصدار القوانين دون الرجوع إلى البرلمان.
- الحكم الملكي المطلق.
- فرض الضرائب الباهضة على الشعب مما أدى إلى عصيانه.
- فرض إجراءات مالية دون الرجوع إلى البرلمان.
- اعتقاد الشعب أن الملك اتبع المذهب الكاثوليكي.

### أحداثها وتطوراتها
أمام ضغط الشارع والبرلمان اضطر الملك شارل الأول إلى دعوة البرلمان سنة 1640م والتقوض بشأن الإصلاحات الواجب اتخاذها، لكن أمام تشنج الطرفين لموقفهما اندلعت الحروب الأهلية سنة 1642م وانتهت بانتصار البرلمان وظهور شخصية كرومويل، وأصبح هذا الأخير حاكما حقيقيا دون تاج وتم إعدام شارل الأول في 30جانفي1649 وخلف ابنه شارل الثاني، وتعايش الطرفان كرومويل وشارل الثاني مدة من الزمن، وبعد وفاة كرومويل خلف ابنه لكنه لم يستطع تحمل المسؤولية بسبب نفوذ شارل الثاني فاستقال، واستمر شارل الثاني في الحكم إلى غاية 1685م، أين يتولى السلطة جيمس الثاني (أخ شارل الثاني)؛ ويحاول الانتقام لأبيه عن طريق محاربة البرلمان والعودة ببريطانيا إلى عهد أبيه شارل الأول.
-أمام خطورة الوضع اتصل البرلمان بالملكة ماري (ابنة جيمس الثاني) وزوجها ويليام الثالث، وانتهى هذا النزاع بسقوط حكم جيمس الثاني وتولي ويليام الثالث حكم بريطانيا.

### من نتائج الثورة
- اعتماد نظام الحزبين في إنجلترا حزب العمال وحزب المحافظين.
- إنشاء مجلسين نيابيين العموم واللوردات.
- تأثر الفلاسفة بنتائج الثورة الإنجليزية، وهم من أثروا بكتاباتهم في الثورة الفرنسية والثورة الأمريكية.
- المجالس النيابية:

انتشرت فكرة إنشاء المجالس النيابية لاصدار القوانين وفرض الضرائب وتقرير سياسة الدولة بعد أن كان من حق المالك أو مجلس الوزراء.
- التمثيل النيابى على حساب الدوائر الانتخابية:

حيث أصبح عضو البرلمان يمثل دائرة انتخابية على حساب التقسيم الجغرافي الذي تراه الدولة فالعضو لا يمثل طبقة اجتماعية أو اقتصادية معينة ولكنه يمثل جميع سكان دائرته.

### نبذة عامة تاريخية ذات صلة
- دول الكومنولث
- تاريخ الجزر البريطانية
- تاريخ المملكة المتحدة

### قوائم تاريخية وفترات زمنية
- قائمة الملوك البريطانيين

### التاريخ الإنجليزي الإقليمي

#### نظرة عامة على الهيكل الاجتماعي
- الشعب الإنجليزي

## كتابات أخرى
- Simon Schama, A History of Britain: At the Edge of the World, 3500 BC – 1603 AD BBC/Miramax, 2000 ISBN 0-7868-6675-6; TV series A History of Britain, Volume 2: The Wars of the British 1603–1776 BBC/Miramax, 2001 ISBN 0-7868-6675-6; A History of Britain - The Complete Collection on DVD BBC 2002 51112061
- Norman Davies, The Isles, A History Oxford University Press, 1999, ISBN 0-19-513442-7
- Roberts, Clayton et al. History Of England (2 vol 2009)
- G. M. Trevelyan Shortened History of England Penguin Books ISBN 0-14-023323-7; an old classic
- History of the English-Speaking Peoples by ونستون تشرشل Cassell reference, ISBN 0-304-36389-8